# Andy Sommer
 (mai 2013).
Si vous disposez d'ouvrages ou d'articles de référence ou si vous connaissez des sites web de qualité traitant du thème abordé ici, merci de compléter l'article en donnant les références utiles à sa vérifiabilité et en les liant à la section « Notes et références ».
Pour les articles homonymes, voir Sommer.
Andy Sommer, est un réalisateur franco-allemand, né en 1959.

## Biographie
Empreint d'un environnement musical d'exception, Andy Sommer en a fait son sujet de prédilection. Sa fascination pour l'image y a trouvé toute son inspiration et son expression visuelle est intimement consacrée à la musique, mêlant à la fois la figuration et la narration.
Après ses années à l'IDHEC, (aujourd'hui FEMIS), il commence une carrière de producteur et de réalisateur de spots publicitaires (Novalis Production) et de fictions interactives (Cité des Sciences et de l'Industrie). 
Depuis, il explore l'univers de la musique au travers les différents genres cinématographiques et télévisuels.
Il réalise de grands documentaires internationaux avec des musiciens comme Roberto Alagna, Van Cliburn, Placido Domingo, Mikhail Rudy et Jordi Savall. Mais aussi des portraits de compositeurs comme Beethoven, Berlioz, Boulez, Mahler, Schubert et Wagner, et des fictions comme Robert's Rescue (avec Simon Callow) et Le Carnaval des animaux (avec Smaïn). Souvent sous forme de longs métrages, ses œuvres rencontrent un large public et obtiennent de nombreux prix (Golden Prague, MIDEM, Prix Italia).
Il capte dans des lieux prestigieux des spectacles des plus grands artistes contemporains : La Furla dels Baus, Denis Podalydès, Arvo Part, Olivier Py, Dimitry Tcherniakov ou Robert Wilson, à Aix en Provence, au Bolchoï, à la Comédie Française, à Jérusalem, à Orange, à La Scala de Milan ou à Vérone. Véritables créations cinématographiques, ses films sont diffusés à la télévision et dans les salles de cinéma.
Il filme, pour les grandes stars du classique,  des concerts entièrement mis en scène pour le tournage ce qui lui permet une maitrise totale et une liberté créative : Claudio Abbado (Schubert), Daniel Barenboïm (32 sonates de Beethoven), Laurence Equilbey (Transcriptions), Ron Geesin (Atom Heart Mother /Pink Floyd), Lang Lang (à Versailles), Anne-Sophie Mutter (intégrale Mozart), et Jonas Kaufmann (La Dolce Vita, Berlin). Résolument modernes, ces films sont conçus dans un style radicalement visuel et personnel.
Actuellement, Andy Sommer développe deux projets de fiction pour le cinéma.

## Filmographie

### Réalisateur

#### Documentaires
2012
- Wagner, l'exil d'un génie (52 min, SRF, Bel Air Media)
- Pink Floyd, Atom earth Mother (28 min, France Télévision, Caméra Lucida)

2011
- Jeunes chefs de demain (4x90, France Télévision, Bel Air Media)
- Jordi Savall ou l'histoire des deux tigres (90 min, France Télévision, Bel Air Media)

2010
- Mahler, Autopsie d'un génie (90 min, ARTE, Bel Air Media)

2008
- Moussorgski on the rock (s) (60 min, France Télévision, Caméra Lucida)
- Mikhail Rudy, Roman d'un pianiste' (60 min, France Télévision, Classica Italia, Caméra Lucida)

2006
- Barenboim on Beethoven (3x 43 min, ARTE France, Bel Air Media)

2005
- In the heart of music (Primé au Golden Prague 2006) (90 min, ARTE France, Mezzo, Bel Air Media, Van Cliburn Foundation)
- A la rencontre de Van Cliburn (44 min, ARTE, Bel Air Media)
- Encores ! (6x 30 min, avec James Conlon, Mezzo, PBS, Bel Air Media)

2003
- Le cas Berlioz (Grand Prix SACEM 2003) (52 min, France 5, Point du Jour)
- Gérard Mortier ? Vocation opéra ! (1x 56 min, ARTE, RTBF, Bel Air Media)
- Si Versailles m'était chanté (William Christie à la Chapelle Royale) (60 min, France 3, BCI)

2000
- Une Leçon de Pierre Boulez (52 min, FRANCE 5, MEZZO, Idéale Audience)

1999
- L’Éclosion de la musique : Portrait de Sir Roger Norrington (50 min, SDR, Dreamtime)
- On the Brink of Revolution (Robbins H. Landon, Jonathan Miller, Sir Roger Norrington) (56 min, ZDF, Dreamtime)
- A la recherche de Schubert, avec Yehudi Menuhin, Claudio Abbado, Pierre Boulez, Dietrich Fischer Dieskau, Riccardo Muti, Roger Norrington, Giuseppe Sinopoli et Franz Welser-Möst. (2 × 56 min, ARTE)
- A la recherche de Beethoven (Primé au Golden Prague en 1997), avec G. Solti, R. Muti, L. Maazel et R. Norrington. (2 × 56 min, ARTE, Telepiu Classica)
- Ombra mai fu, avec Gérard Lesne (54 min, La Sept ARTE, Claire Alby, MC4, Imalyre)
- Pelléas et Mélisandre, un autre regard (Sélectionné au Classique en Images 1994 Louvre), avec Pierre Boulez, Peter Stein, Claudio Abbado, James Conlon, Louis Langrée. (46 min, France 3, Claire Alby, Twincom Productions)
- Natalie Dessay à Vienne, avec Natalie Dessay et Otto Schenk. (30 min, La Sept ARTE, Claire Alby, Twincom Productions, Imalyre
- Passions lyriques à Vienne (Sélectionné au FIPA 1995), avec Placido Domingo, Thomas Hampson, Carlos Kleiber, Nikolaus Harnoncourt. (54 min, France 3, Claire Alby, Twincom Productions, Imalyre)
- Un Impresario à New York, H. H. Breslin, avec Luciano Pavarotti, Françoise Pollet. (54 min, France 3, Claire Alby, Twincom Productions, Imalyre)
- Salzbourg, une utopie, avec Peter Sellars, Luc Bondy, Gérard Mortier. (52 min, La Sept ARTE, Claire Alby, Twincom Productions

#### Fictions Musicales
- Le Carnaval des animaux (Prix Italia 2011 catégorie Performing Arts / Golden Prague 2011) (France Télévisions, Caméra Lucida)
- Accentus-Laurence Equilbey (2 × 43 min, Arte, Point du jour)
- Robert's Rescue, fiction avec Simon Callow et Roger Norrington. (60 min, BFMI, RM Arts)

#### Opéras
2013
- Follies, comédie musicale de Stephen Sondheim (France Télévision, Bel Air Media, Opéra de Toulon)
- Boris Godounov live (Mezzo, Bel Air Media, Staatsoper München)

2012
- Le Nozze di Figaro live (Arte, Bel Air Media, Festival d'Aix)
- Il trovatore live (Mezzo, Bel Air Media, Théâtre de la Monnaie)
- Don Pasquale live (Arte France, Caméra Lucida)

2011
- Ruslan et Ludmila (Arte France, Bolshoï)
- Roméo et Juliette (France Télévision, Bel Air Media, Arena di Verona)
- Clemenza de Tito live (France télévision, Pathé Live, Mezzo, Bel Air Media, Festival d'Aix)

2010
- Wozzeck live (France Télévision, Mezzo, Bel Air Media, Bolschoï)
- Rise and fall of the city Mahagonny live (Mezzo, Bel Air Media)
- Turandot aux arènes de Vérone (France 2, Bel Air Media, Arena di Verona)
- Don Giovanni live (Arte, Bel Air Media, Festival d'Aix-en-Provence)
- Le Dialogue des Carmélites (France 3, Bel Air Media, Opéra de Paris)

2009
- Le Vagabond itinérant (France Télévisions, Bel Air Media)
- Convenienze e inconvenienze live (Classica Italia, Mezzo, Bel Air Media)
- Macbeth (France Télévisions, Bel Air Media)
- C'était Marie-Antoinette (France 2, Cinétévé)
- Louisa Miller (mise en scène Gilbert Deflo) (France 3, Bel Air Media, Opéra de Paris)
- Louise (mise en scène André Engel) (Opéra de Paris)
- La Flute enchantée (France 3, Festival Aix-en-Provence, Bel Air Media)
- Aida (mise en scène Nicolas Joël) (ARTE, France 3, Opéra de Zurich, Bel Air Media)
- Tristan et Isolde (mise en scène Olivier Py) (France 3, Opéra de Genève, Bel Air Media)
- Les Maîtres chanteurs de Nuremberg (France 3, Opéra de Zurich, Bel Air Media)
- Le Balcon de Peter Eötvös, (Premier prix du Golden Prague 2003) (Captation de la création mondiale de l’opéra d’après Jean Genet, France 3, Festival Aix-en-Provence, Bel Air Media, Théâtre live)

#### Ballets
- Été de la danse, Chaillot, Paul Taylor, PBS, Bel air Media, 2012
- Magnificat, Spoerli, Minkowski, France Télévision, Bel Air Media, 2012
- Le Balet Moiseiev, France Télévision, Bel Air Media, 2011
- Lac des cycgnes, ARTE, Opéra de Zurich, Bel Air Media, 2009
- 'Peer Gynt (Grieg), ARTE, Opéra de Zurich, Bel Air Media, 2008
- Cello suites in den winden im nichts (Bach), ARTE, Opéra de Zurich, Bel Air Media, 2008
- Cinderella (Prokofiev), ARTE France, Opéra de Zurich, Bel Air Media, Chaillot, 2008